# Lijst van voetbalinterlands Niger - Senegal
Deze lijst van voetbalinterlands is een overzicht van alle officiële voetbalwedstrijden tussen de nationale teams van Niger en Senegal. De West-Afrikaanse landen speelden tot op heden tien keer tegen elkaar. De eerste ontmoeting, een vriendschappelijke wedstrijd, werd gespeeld in Dakar op 15 april 1963. Het laatste duel, eveneens een vriendschappelijke wedstrijd, vond plaats op 8 januari 2024 in Diamniadio.

## Wedstrijden
| №  | Plaats     | Datum            | Competitie                   | Wedstrijd       | Uitslag |
| -- | ---------- | ---------------- | ---------------------------- | --------------- | ------- |
| 1  | Dakar      | 15 april 1963    | Vriendschappelijk            | Senegal − Niger | 3 − 1   |
| 2  | Niamey     | 14 november 1982 | Afrika Cup 1984 kwalificatie | Niger − Senegal | 0 − 0   |
| 3  | Dakar      | 28 november 1982 | Afrika Cup 1984 kwalificatie | Senegal − Niger | 1 − 0   |
| 4  | Niamey     | 23 januari 1983  | Vriendschappelijk            | Niger − Senegal | 2 − 0   |
| 5  | Dakar      | 6 februari 1983  | Vriendschappelijk            | Senegal − Niger | 2 − 0   |
| 6  | Dakar      | 9 oktober 1994   | Vriendschappelijk            | Senegal − Niger | 3 − 1   |
| 7  | Dakar      | 26 maart 2016    | Afrika Cup 2017 kwalificatie | Senegal − Niger | 2 − 0   |
| 8  | Niamey     | 29 maart 2016    | Afrika Cup 2017 kwalificatie | Niger − Senegal | 1 − 2   |
| 9  | Tabarka    | 6 januari 2023   | Vriendschappelijk            | Senegal − Niger | 0 − 0   |
| 10 | Diamniadio | 8 januari 2024   | Vriendschappelijk            | Senegal − Niger | 1 − 0   |

## Samenvatting
| Competitie              | Totaal gespeeld | Winst Niger | Gelijk | Winst Senegal | Doelsaldo Niger – Senegal |
| ----------------------- | --------------- | ----------- | ------ | ------------- | ------------------------- |
| Afrika Cup-kwalificatie | 4               | 0           | 1      | 3             | 1 − 5                     |
| Vriendschappelijk       | 6               | 1           | 1      | 4             | 4 − 9                     |
| Totaal                  | 10              | 1           | 2      | 7             | 5 − 14                    |

FNF · Nigerees vrouwenelftal
Interlands
Tegenstander:
Algerije ·
Angola ·
Benin ·
Botswana ·
Burkina Faso ·
Burundi ·
Congo-Brazzaville ·
Congo-Kinshasa ·
Djibouti ·
Egypte ·
Equatoriaal-Guinea ·
Ethiopië ·
Gabon ·
Gambia ·
Ghana ·
Guinee ·
Ivoorkust ·
Kaapverdië ·
Kameroen ·
Lesotho ·
Liberia ·
Libië ·
Madagaskar ·
Mali ·
Marokko ·
Mauritanië ·
Mozambique ·
Namibië ·
Nigeria ·
Oeganda ·
Oekraïne ·
Senegal ·
Sierra Leone ·
Soedan ·
Somalië ·
Swaziland ·
Tanzania ·
Togo ·
Tsjaad ·
Tunesië ·
Zambia ·
Zuid-Afrika
FSF · 
A-internationals · 
Bondscoaches · Selecties · Senegalees vrouwenelftal · 
Olympisch elftal
1960 – 1969 · 
1970 – 1979 · 
1980 – 1989 · 
1990 – 1999 · 
2000 – 2009 · 
2010 – 2019 · 
2020 – 2029
WK 2002 · 
WK 2018 ·
WK 2022
OS 2012
1959 · 
1960 · 
1961 · 
1962 · 
1963 · 
1964 · 
1965 · 
1966 · 
1967 · 
1968 · 
1969 · 
1970 · 
1971 · 
1972 · 
1973 · 
1974 · 
1975 · 
1976 · 
1977 · 
1978 · 
1979 · 
1980 · 
1981 · 
1982 · 
1983 · 
1984 · 
1985 · 
1986 · 
1987 · 
1988 · 
1989 · 
1990 · 
1991 · 
1992 · 
1993 · 
1994 · 
1995 · 
1996 · 
1997 · 
1998 · 
1999 · 
2000 · 
2001 · 
2002 · 
2003 · 
2004 · 
2005 · 
2006 · 
2007 · 
2008 · 
2009 · 
2010 · 
2011 · 
2012 · 
2013 · 
2014 ·
2015 ·
2016 ·
2017 ·
2018 ·
2019 ·
2020 ·
2021 ·
2022 ·
2023
Algerije ·
Angola ·
Benin ·
Bolivia ·
Bosnië en Herzegovina ·
Botswana ·
Brazilië ·
Burkina Faso ·
Burundi ·
Centraal-Afrikaanse Republiek ·
Chili ·
China ·
Colombia · 
Congo-Brazzaville ·
Congo-Kinshasa ·
Denemarken ·
Ecuador ·
Egypte ·
Engeland ·
Equatoriaal-Guinea ·
Eritrea ·
Ethiopië ·
Frankrijk ·
Gabon ·
Gambia ·
Ghana ·
Griekenland ·
Guinee ·
Guinee-Bissau ·
Indonesië ·
Iran ·
Ivoorkust ·
Japan ·
Kaapverdië ·
Kameroen ·
Kenia ·
Kosovo ·
Kroatië · 
Lesotho ·
Liberia ·
Libië ·
Luxemburg ·
Madagaskar ·
Malawi ·
Maleisië ·
Mali ·
Marokko ·
Mauritanië ·
Mauritius ·
Mexico ·
Mozambique ·
Namibië ·
Nederland ·
Niger ·
Nigeria ·
Noorwegen ·
Oeganda ·
Oezbekistan ·
Oman ·
Polen ·
Qatar ·
Rwanda ·
Saoedi-Arabië ·
Sierra Leone ·
Soedan ·
Swaziland ·
Tanzania ·
Togo ·
Tunesië ·
Turkije ·
Uruguay ·
Verenigde Arabische Emiraten ·
Zambia ·
Zimbabwe ·
Zuid-Afrika ·
Zuid-Korea ·
Zuid-Soedan ·
Zweden
Algerije (2019, 2) ·
Colombia (2018) ·
Denemarken (2002) ·
Engeland (2022) ·
Frankrijk (2002) ·
Japan (2018) ·
Nederland (2022) ·
Polen (2018) ·
Uruguay (2002)